# Konrad Westermayr

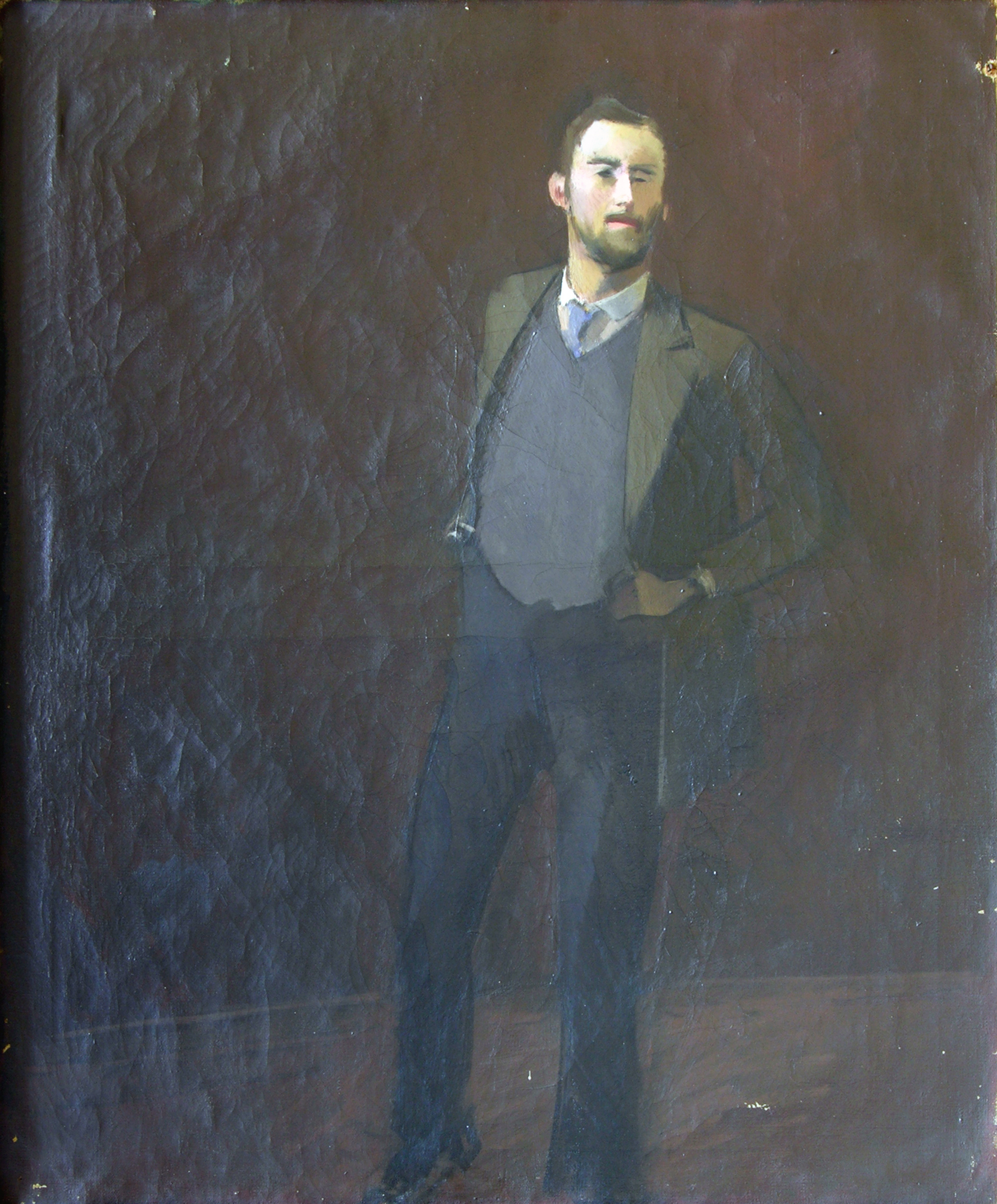
Selbstbildnis, stehend I, 1912

Konrad Westermayr (* 11. Januar 1883 in Ramsau bei Berchtesgaden; † 2. August 1917 in Ypern) war ein deutscher Maler des Spätimpressionismus.

## Leben
Westermayr wurde nur 34 Jahre alt. Er fiel am 2. August 1917 in Flandern. Seine Heimat war das Berchtesgadener Land, wo er in Ramsau am 11. Januar 1883 als jüngstes und viertes Kind eines Lehrers geboren wurde. Mit 14 Jahren begann er eine 4-jährige Lehrzeit in der Glaskunstwerkstatt Karl Ule in München, anschließend besuchte er die dortige Kunstgewerbeschule unter Maximilian Dasio und ein Semester die Akademie der Bildenden Künste. In diesen Münchner Jahren freundete sich Westermayr mit dem zwei Jahre jüngeren, ihm sehr wesensverwandten Studienkameraden Anton Kerschbaumer an, der später auch sein Schwager wurde. Die beiden Einzelgänger verband eine tiefe Freundschaft und gegenseitige Anregung zu schöpferischem Schaffen. Als Westermayr 1907 ein Stipendium für die Bruno Paulsche Kunstgewerbeschule in Berlin erhielt, folgte ihm Kerschbaumer 1908 in die Reichshauptstadt nach.
1910 verließ Westermayr die Kunstgewerbeschule und lebte von da an abwechselnd in Berlin und in Ramsau bei Berchtesgaden. Neben Kerschbaumer waren die Maler Martin Bloch und Otto Freytag seine Freunde.
Im Januar 1914 fand in Berlin die erste Ausstellung mit Bildern Westermayrs im Graphischen Kabinett J. B. Neumann statt. Unmittelbar vor Kriegsausbruch heiratete Westermayr am 28. Juli 1914 die Kaufmannstochter Sofie Fleischmann in München. Am 9. Juni 1915 wurde die Tochter Barbara geboren. Im Februar 1915 wurde Westermayr eingezogen, zwei Jahre im Garnisonsdienst eingesetzt und im Frühjahr 1917 ins Feld geschickt, am 2. August fiel er bei Ypern in Flandern.

## Werk und Rezeption

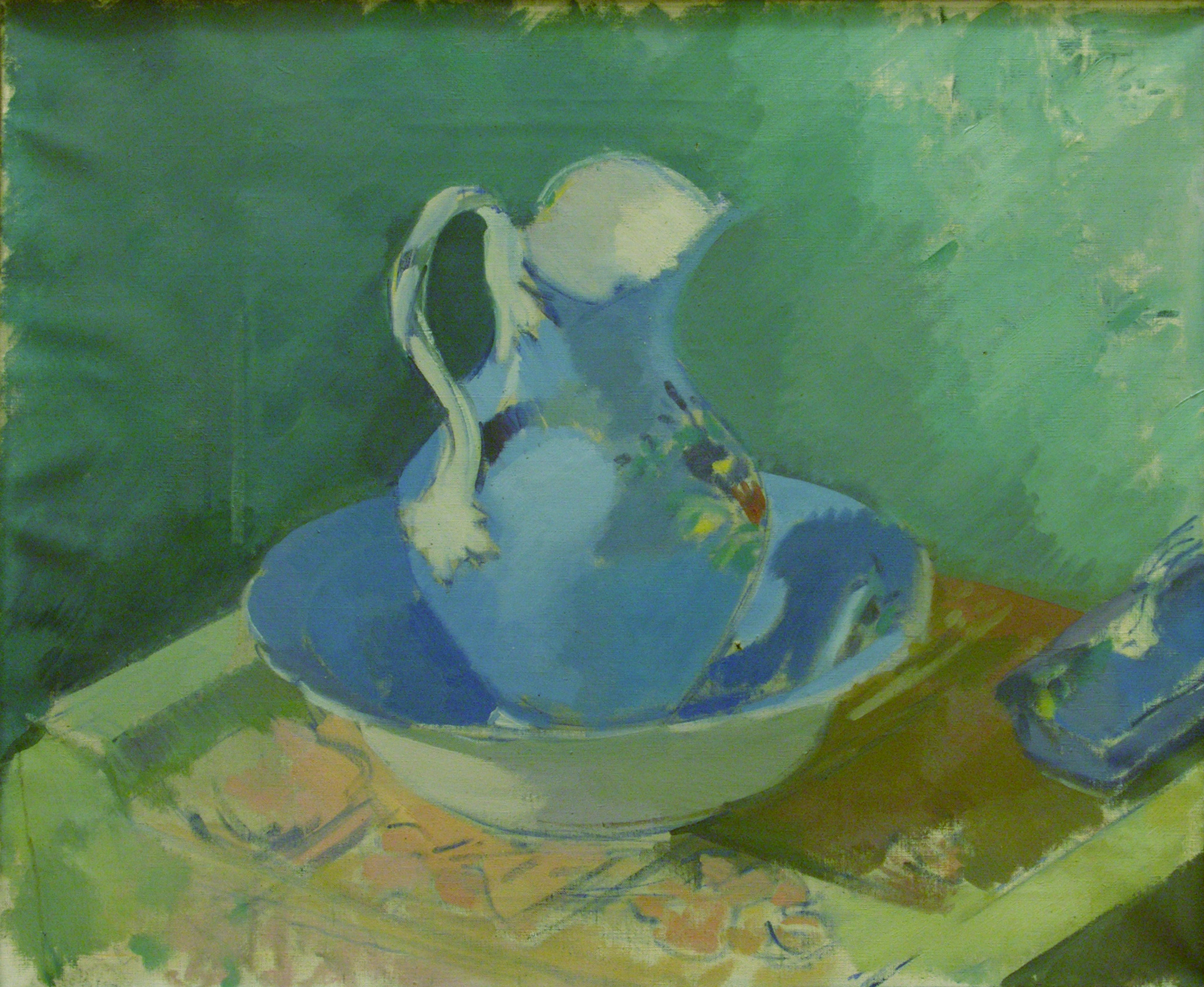
Blaues Waschgeschirr, 1917

Das Thema vieler Bilder Westermayrs ist der Mensch im Raum. Mit Vorliebe stellte der Künstler sich selbst oder seine nächste Umgebung dar: Vater und Schwester, seine Frau und deren Familie, die Räume, in denen sie lebten, und seine Heimat Ramsau. Seine Selbstbildnisse als Soldat zählen zu eindringlichen Dokumenten des Ersten Weltkrieges. Er war ein begabter Zeichner, sein graphisches Werk wird als „[…] bisweilen an Menzel heranreichend“ genannt.
Westermayr lässt sich als später Impressionist auch zu den frühen Expressionisten, den beginnenden Experimenten der Umsetzung von Raum in Farbe und Fläche rechnen. Seine Ölgemälde zeigen ihn als souveränen Gestalter des in feinen Valeurs gestuften Farbraums und in dem für ihn typischen kreidigen Duktus. Das farbsatte Stillleben „Blaues Waschgeschirr“ von 1917 steht für den Höhepunkt seiner Malerei kurz vor dem Ende in Flandern.

## Ausstellungen
1919 fand in Berlin im Graphischen Kabinett J. B. Neumann die erste große Gedächtnisausstellung statt. In der Reihe J. B. Neumanns Bilderhefte erschien eine Ausstellungsbroschüre mit Werkverzeichnis und 26 Abbildungen. Israel Ber Neumann, der Künstler wie Max Beckmann, Lyonel Feininger, Erich Heckel, Ernst Ludwig Kirchner, Franz Marc, Edvard Munch, Karl Schmidt-Rottluff vertrat, erwarb von Westermayr neben zahlreichen Aquarellen und Zeichnungen das Gemälde „Selbstbildnis mit erhobenem Pinsel“. Der Ausstellung in Berlin schlossen sich 1920 Ausstellungen der Kestnergesellschaft Hannover, sowie des Kunstvereins Hamburg an. 1923 wurde Westermayr auf der Juryfreien Kunstschau in Berlin gezeigt und 1925 auf der Münchener Neuen Secession. Die Staatsgalerie München erwarb das Ölgemälde „Tischrunde“  (Öl auf Leinwand, 95 × 116 cm), das Museum Behnhaus in Lübeck das Gemälde „Morgentoilette“ (Tempera auf Leinwand, 40 × 40 cm, 1916). 1927 wurden in der Zeitschrift Jugend Zeichnungen und Bilder von Westermayr abgedruckt, unter anderem als Farbwiedergabe das Gemälde „Der Raucher“. Für die 32. Ausgabe des Jahres 1930 wurde das „Selbstbildnis mit Feldmütze“ als Titelbild verwendet.
1929 veranstaltete das Graphisches Kabinett Günther Franke eine weitere Gedächtnisausstellung, die auch im Augsburger Kunstverein vom 10. März bis 3. April 1929 gezeigt wurde, dazu erschien eine Ausstellungsbroschüre. Dem Museum Folkwang wurde 1931 von Israel Ber Neumann, der unterdessen nach New York emigriert war, ein Selbstbildnis – wahrscheinlich das mit erhobenem Pinsel – geschenkt, das Gemälde befand sich zu diesem Zeitpunkt als Leihgabe in der Ausstellung Junge Kunst aus München in der Gemäldegalerie Bochum.
In den Jahren nach 1933 fielen auch Westermayrs Bilder der Verfemung anheim, einige gelangten ins Ausland. Die vorgenannten Gemälde Tischrunde und Morgentoilette wurden als „Entartete Kunst“ beschlagnahmt und gelten seitdem als verschollen. Auch das Selbstbildnis aus dem Museum Folkwang wurde am 25. August 1937 enteignet und nach Berlin überstellt, wahrscheinlich um es dort zu zerstören.
Die Berlinische Galerie erwarb in den 1980er Jahren die Gemälde „Frau des Künstlers“ und „Selbstbildnis mit Feldmütze“. Ein weiteres Selbstbildnis „rückwärts beleuchtet“ befindet sich als Leihgabe in der Berlinischen Galerie. Grafische Blätter gibt es in den Kunsthallen von Hamburg und Bremen.
Das Selbstbildnis mit Feldmütze wird als Leihgabe in der Ausstellung „Sterne fallen. Von Boccioni bis Schiele. Der Erste Weltkrieg als Ende europäischer Künstlerwege“ in der Kunsthalle zu Kiel vom Oktober 2014 bis Februar 2015 gezeigt.

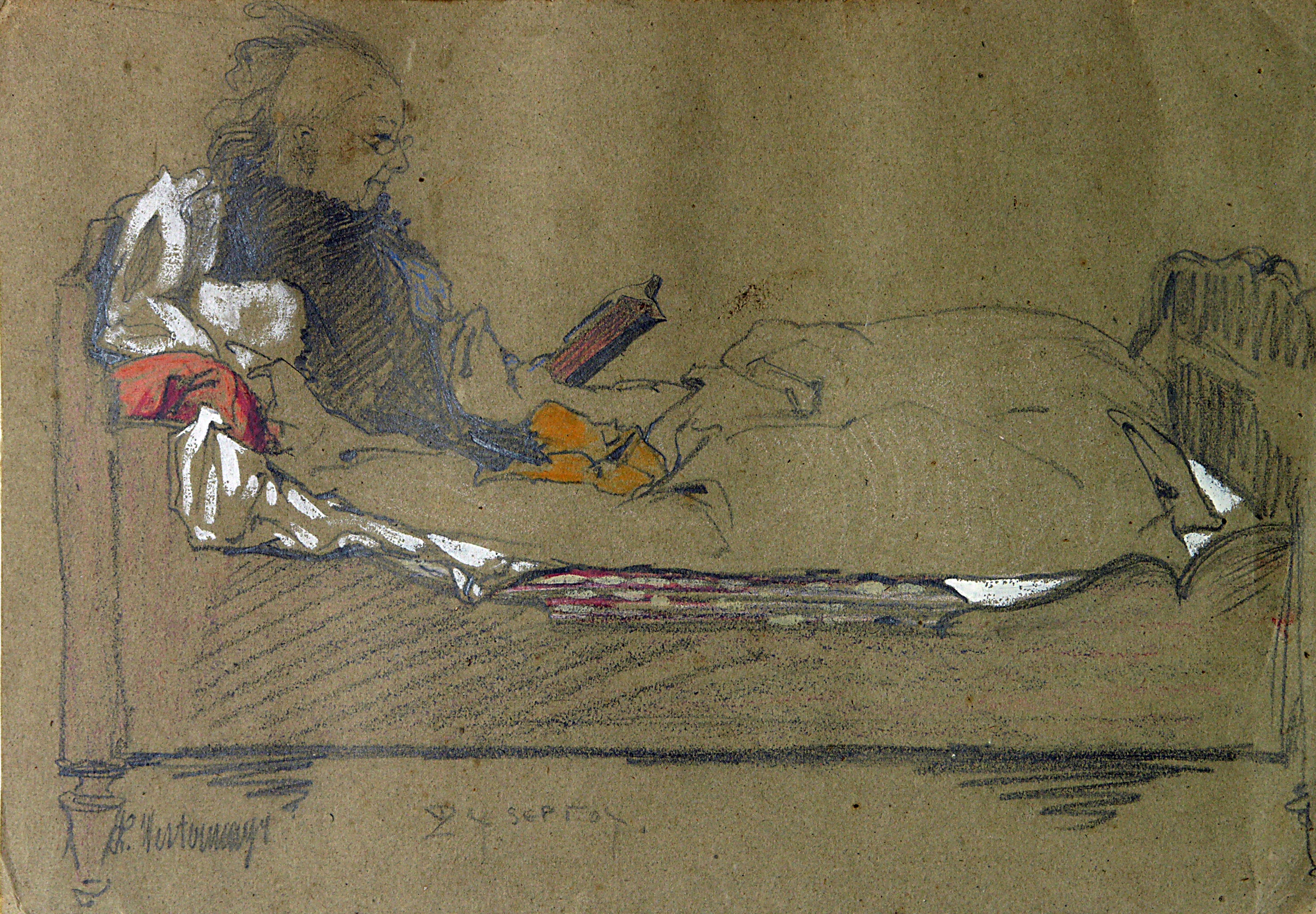
Die Mutter lesend im Bett, 1904
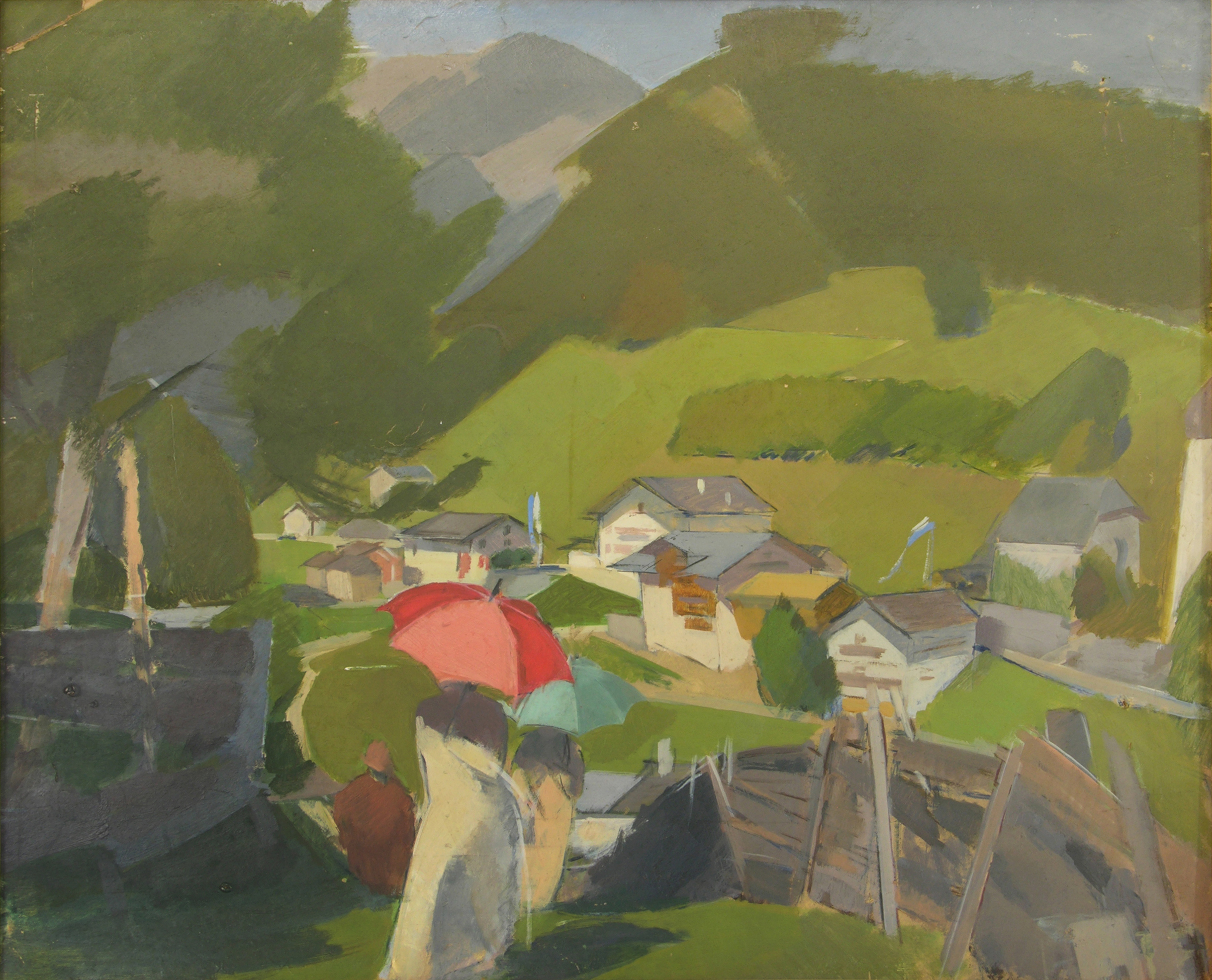
Ramsau, zwei Damen mit Sonnenschirm, 1911
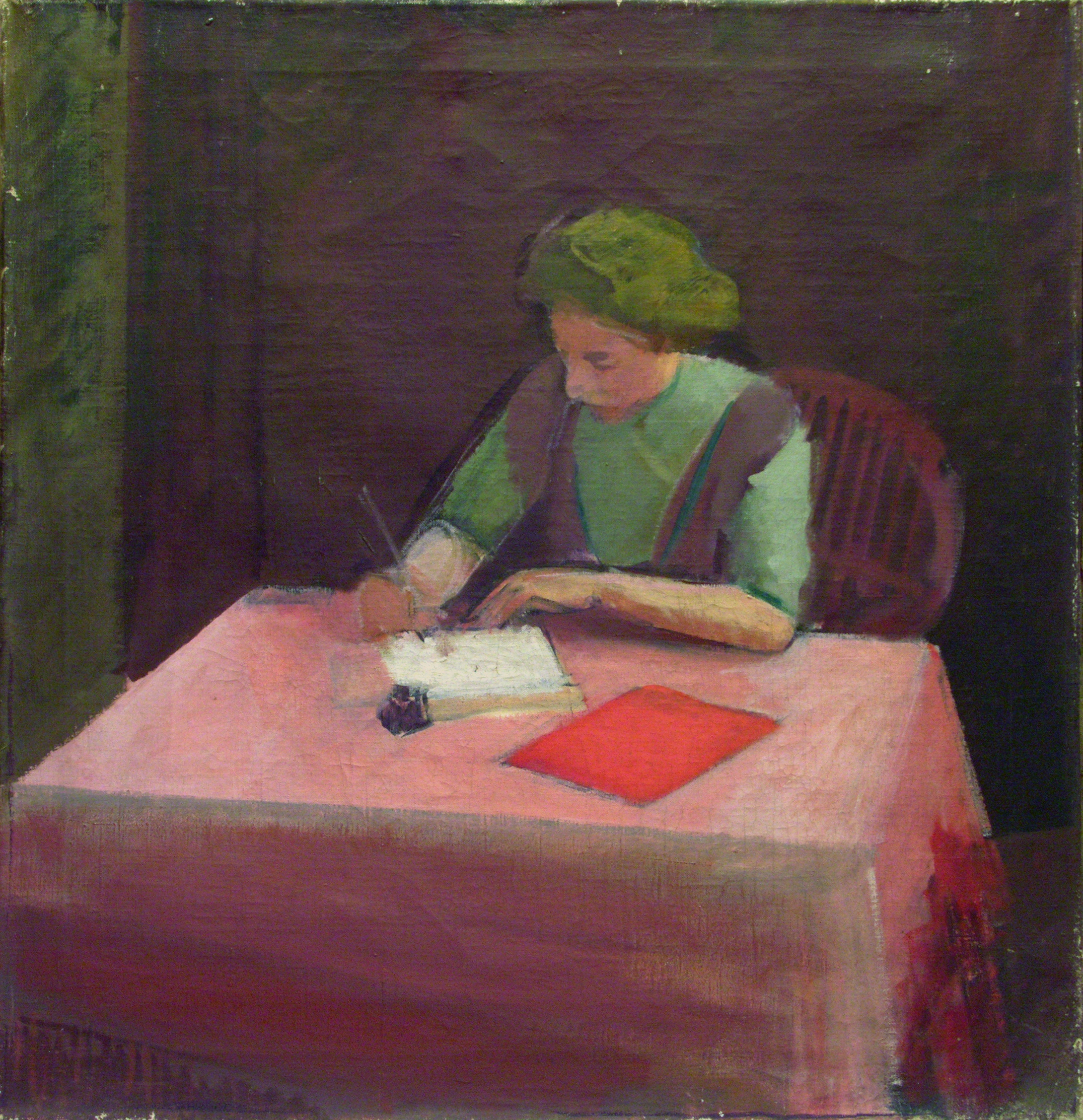
Schreibendes Mädchen, 1913
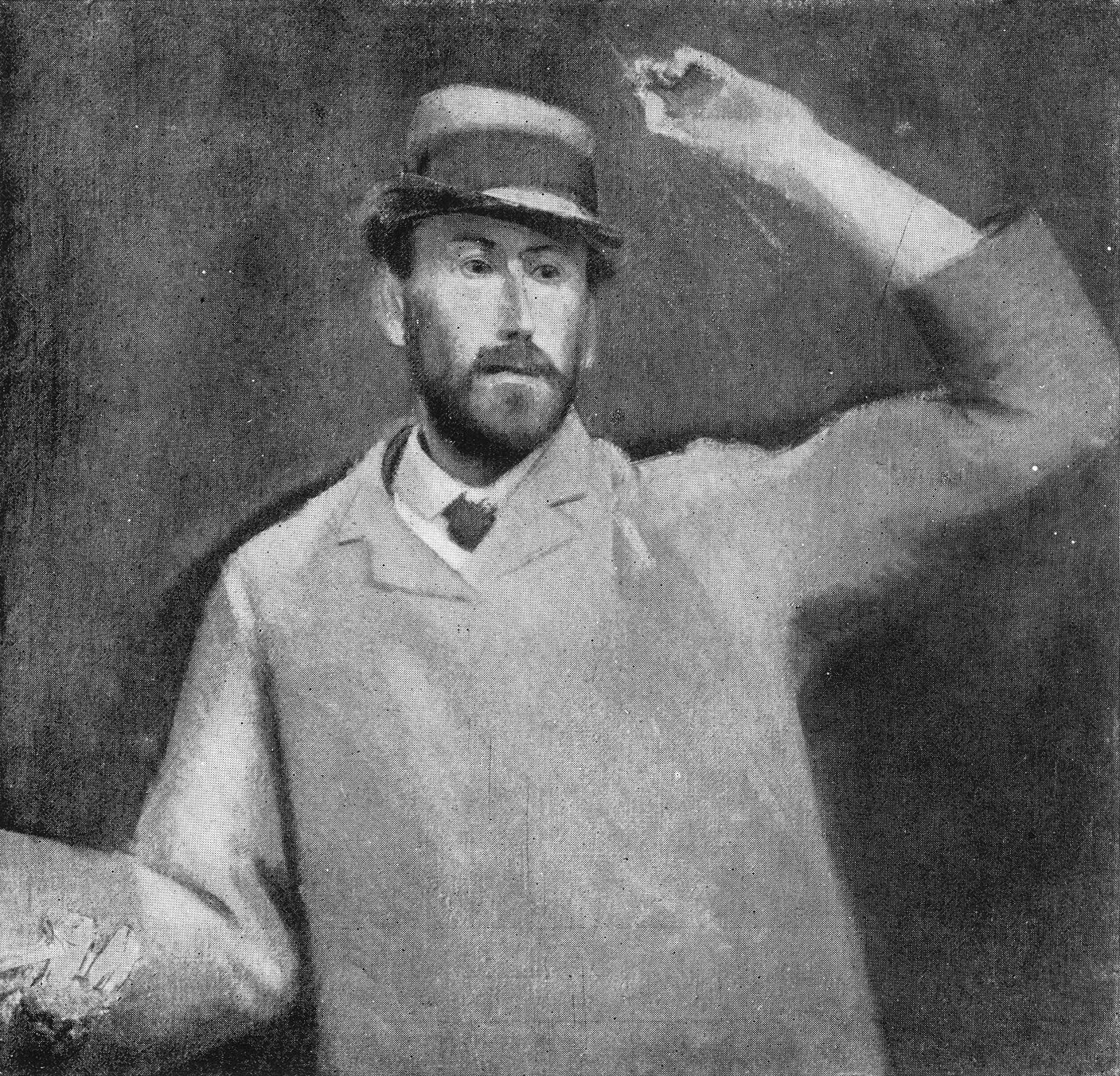
Selbstbildnis mit erhobenem Pinsel, 1913
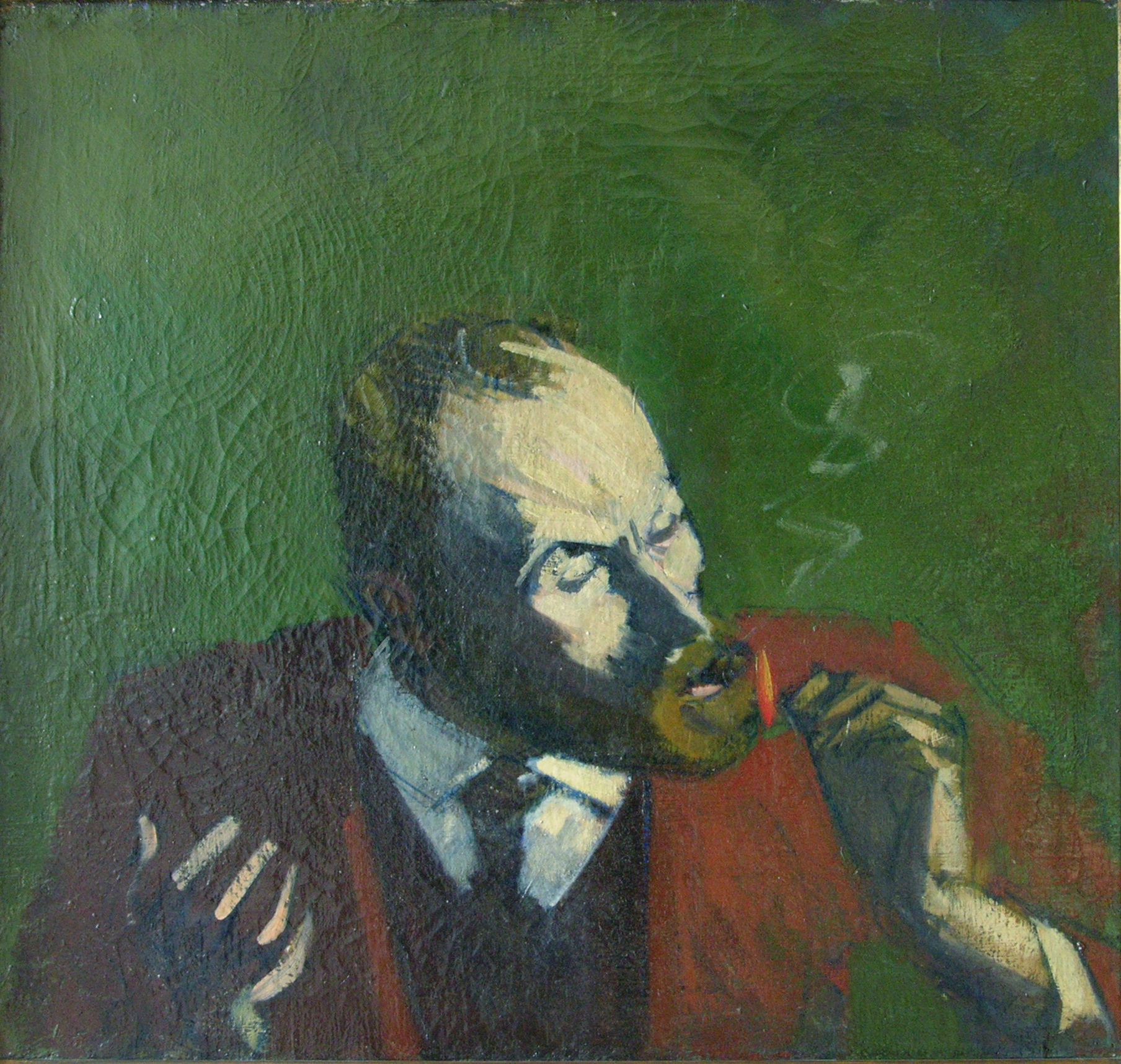
Der Raucher, 1915

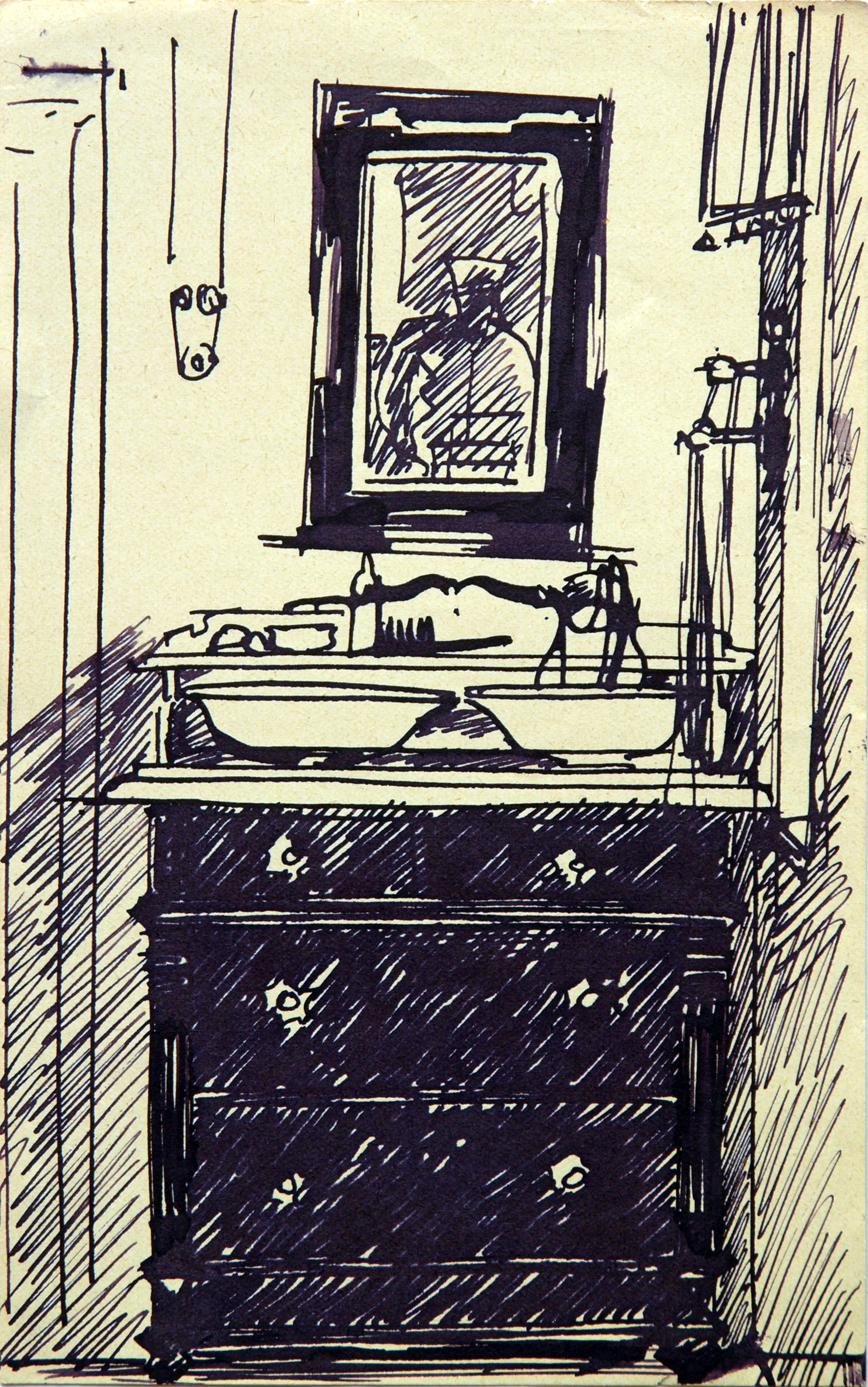
Waschkommode mit Selbstbildnis im Spiegel, 1915–16
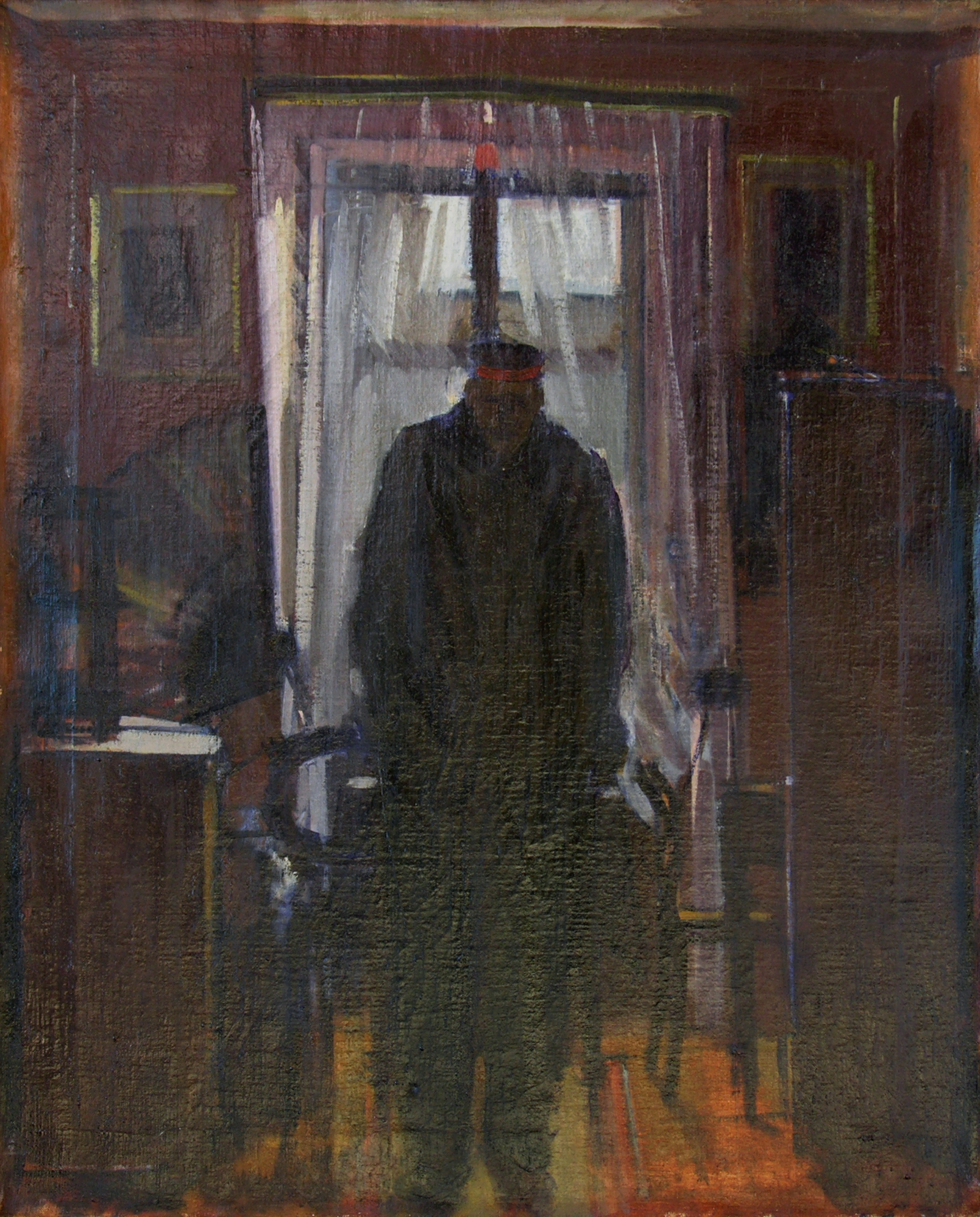
Frierender Soldat, 1916
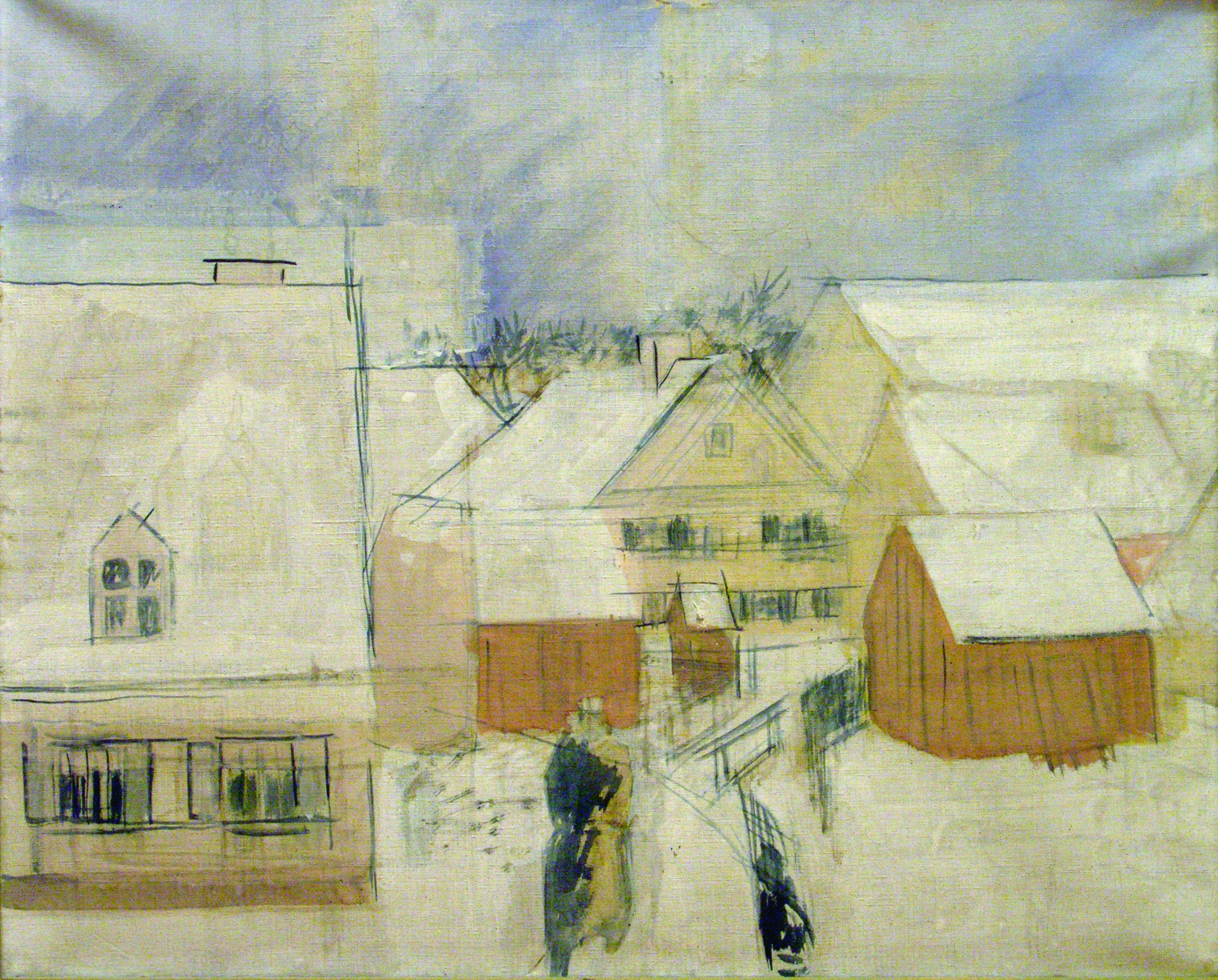
Batzenhofen im Winter, 1917
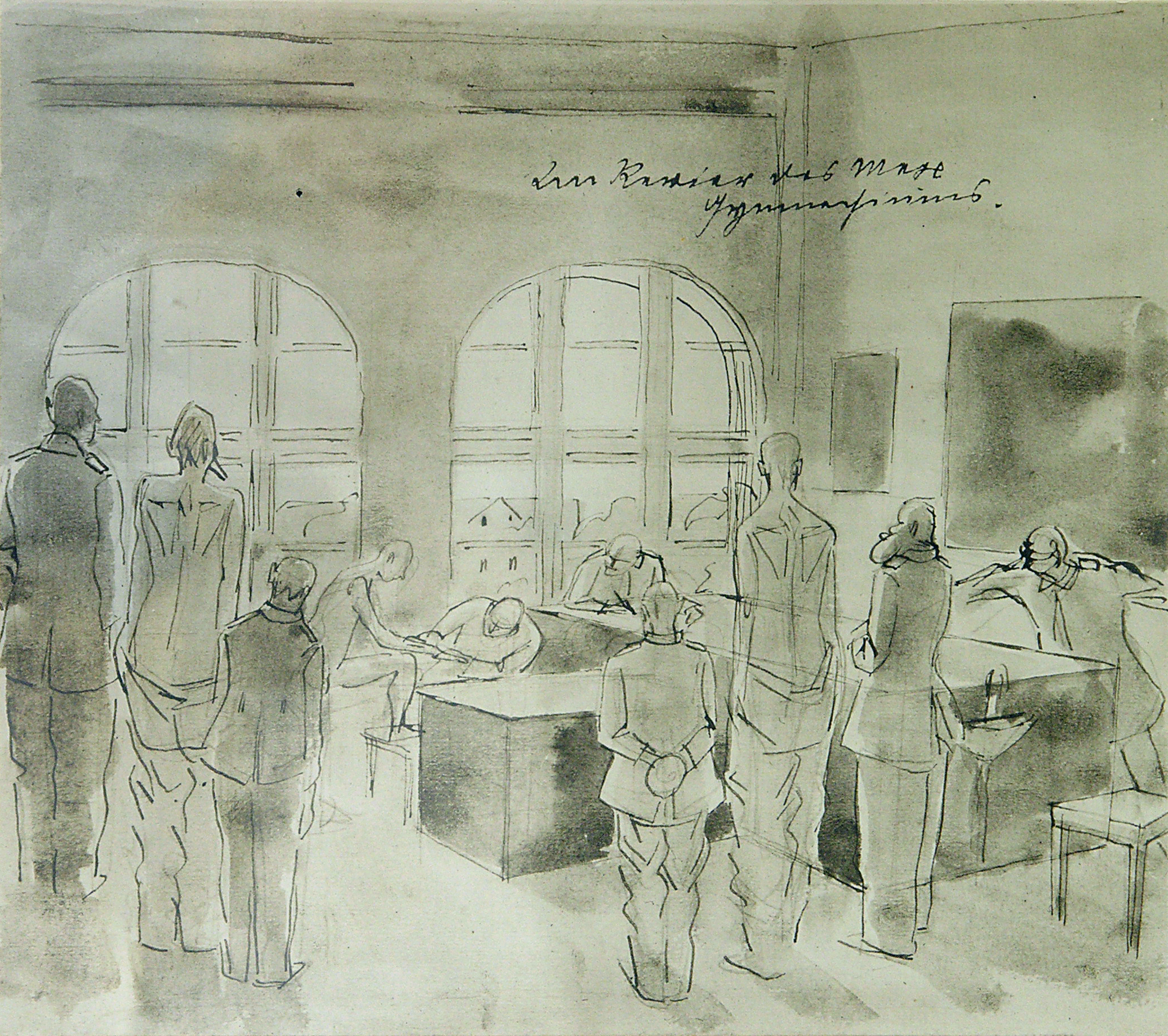
Musterungsszene
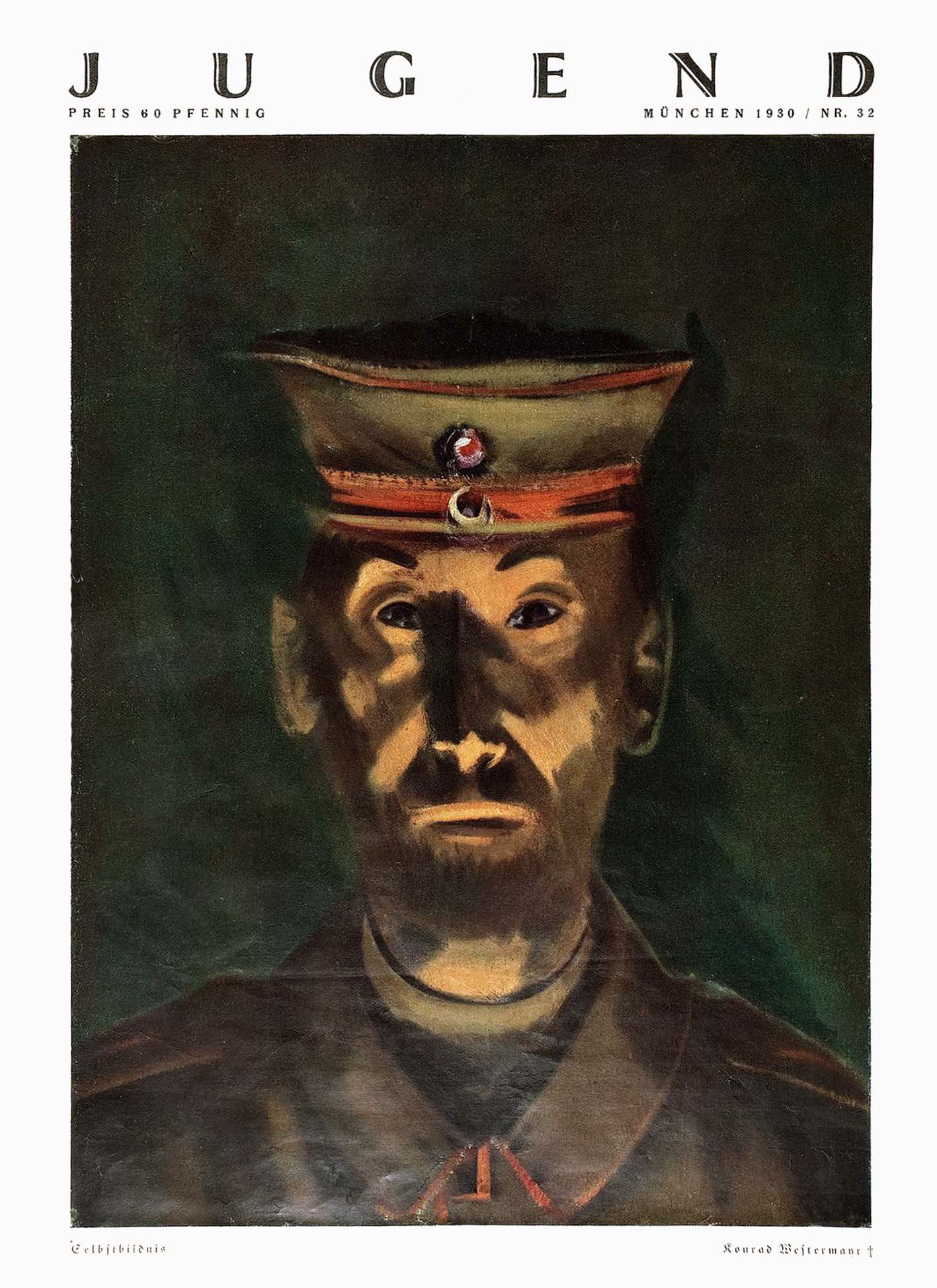
„Selbstbildnis mit Feldmütze“ als Titel der Zeitschrift Jugend von 1930